# Bisbat d'Ourinhos
El bisbat d'Ourinhos (portuguès: Diocese de Ourinhos; llatí:  Dioecesis Parvauratana) és una seu de l'Església catòlica al Brasil, que pertany a la regió eclesiàstica Sud 1, sufragània de l'arquebisbat de Botucatu. Al 2020 tenia 296.350 batejats d'un total de 341.234 habitants. Esta dirigida pel bisbe Eduardo Vieira dos Santos

## Territori
La diòcesi comprèn 23 municipis de l'estat brasiler de São Paulo: Ourinhos, Alvinlândia, Bernardino de Campos, Canitar, Chavantes, Espírito Santo do Turvo, Fartura, Ibirarema, Ipaussu, Lupércio, Manduri, Ocauçu, Óleo, Piraju, Ribeirão do Sul, Salto Grande, Santa Cruz do Rio Pardo, São Pedro do Turvo, Sarutaiá, Taguaí, Tejupá, Timburi i Ubirajara.
La seu episcopal era la ciutat d'Ourinhos, on es troba la catedral del Bon Jesús
El territori s'estén sobre 7.104 km² i està dividit en 43 parròquies.

## Història
La diòcesi va ser erigida el 30 de desembre de 1998 en virtut de la butlla Ad aptius consulendum del papa Joan Pau II, prenent el territori de l'arquebisbat de Botucatu i de les diòcesis d'Assís i d'Itapeva.

## Cronologia episcopal
- Salvatore Paruzzo (30 de desembre de 1998 - 19 de maig de 2021 jubilat)
- Eduardo Vieira dos Santos, dal 19 de maig de 2021

## Estadístiques
A finals del 2019, la diòcesi tenia 296.350 batejats sobre una població de 341.234 persones, equivalent al 86,8% del total.
| any  | població | població | població | sacerdots | sacerdots       | sacerdots       | sacerdots             | diàques | religiosos | religiosos | parroquies |
| ---- | -------- | -------- | -------- | --------- | --------------- | --------------- | --------------------- | ------- | ---------- | ---------- | ---------- |
| any  | batejats | total    | %        | total     | clergat secular | clergat regular | batejats por sacerdot | diàques | homes      | dones      |            |
| 2000 | 270.000  | 300.000  | 90,0     | 38        | 13              | 25              | 7.105                 |         | 43         | 62         | 29         |
| 2001 | 264.000  | 292.602  | 90,2     | 41        | 14              | 27              | 6.439                 |         | 42         | 66         | 29         |
| 2002 | 147.305  | 294.610  | 50,0     | 42        | 15              | 27              | 3.507                 |         | 38         | 65         | 30         |
| 2004 | 147.305  | 294.610  | 50,0     | 39        | 16              | 23              | 3.777                 |         | 34         | 65         | 30         |
| 2013 | 300.300  | 345.000  | 87,0     | 49        | 22              | 27              | 6.128                 | 10      | 45         | 66         | 36         |
| 2016 | 307.500  | 353.000  | 87,1     | 49        | 21              | 28              | 6.275                 | 10      | 43         | 34         | 41         |
| 2019 | 296.350  | 341.234  | 86,8     | 50        | 25              | 25              | 5.927                 | 9       | 30         | 55         | 43         |